# Corydoradinae
Corydoradinae è una sottofamiglia di pesci d'acqua dolce della famiglia Callichthyidae comprendente 4 generi.

## Generi
La sottofamiglia comprende 184 specie, suddivise in 4 generi
| Genere       | Autore         | Numero specie | Immagine                |
| ------------ | -------------- | ------------- | ----------------------- |
| Aspidoras    | Ihering, 1907  | 20 specie     | Aspidoras pauciradiatus |
| Brochis      | Cope, 1871     | 1 specie      | Brochis multiradiatus   |
| Corydoras    | Lacepède, 1803 | 159 specie    | Corydoras aeneus        |
| Scleromystax | Günther, 1864  | 4 specie      | Schleromystax barbatus  |